# Chancelaria dos Breves Apostólicos
A Chancelaria dos Breves Apostólicos (também conhecida como Chancelaria Romana, Papal ou Apostólica), foi uma antiga divisão da Cúria Romana, entretanto fundida com a Congregação para os Assuntos Eclesiásticos Extraordinários pelo Papa Pio X em 29 de Junho de 1908 pela constituição apostólica Sapienti Consilio. À frente da Chancelaria estava o  Chanceler da Santa Igreja Romana que era sempre um cardeal-presbítero de San Lorenzo in Damaso. O cargo não deve ser confundido com o de Camerlengo, que é o cardeal que lida com os assuntos da Santa Sé referentes à sede vacante.
A principal função do Chanceler era originalmente recolher contribuições para manter os exércitos pontifícios. O Papa Pio VII reformou o cargo quando Napoleão fez ultrapassar a necessidade de exércitos pontifícios. No início do século XX tinha apenas o dever de recolher fundos para trabalho missionário. O cargo foi abolido pelo motu proprio Quo aptius em 27 de Fevereiro de 1973 pelo Papa Paulo VI. As suas funções foram transferidas para a Secretaria de Estado do Vaticano.

## Chanceleres da Santa Igreja Romana 1088-1187
Nota: alguns chanceleres antes de 1144 usaram o antigo título bibliothecarius em vez de cancellarius.
- Giovanni de' Caetani (1088-1118)
- Crisogono Malcondini (1118-1122)
- Aimerico da Borgonha (1123-1141)
- Gerardo Caccianemici (1141-1144)
  - Baronio, pró-chanceler (1144-1145)
- Robert Pullen (1145-1146)
- Guido da Vico (1146-1149)
  - Boso Breakspear, pró-chanceler (1149-1153)
- Rolando Bandinelli (1153-1159)
  - Ermanno, pró-chanceler (1159-1166)
  - Gerardo, pró-chanceler (1166-1168)
  - Graziano da Pisa, pró-chanceler (1168-1178)
- Alberto di Morra (1178-1187)

## Vice-Chanceleres da Santa Igreja Romana 1187-1908
- Moyses (1187-1191)
- Egidio Pierleoni (1191-1194)
- Cencio Camerario (1194-1198)
- Rainaldo di Acerenza (1198-1200)
- Biagio di Porto Torres (1200-1203)
- Giovanni da Ferentino(1203-1205)
- Paio Galvão (1204-1205?)
- Giovanni dei Conti di Segni, chancellor (1205-1213)
- Rainaldo Magallona (1213-1214)
- Tomás de Cápua (1215-1216)
- Rainiero (1216-1219)
- Guilherme de Módena (1219-1222)
- Guido (1222-1226)
- Sinibaldo Fieschi (1226-1227)
- Martino de Sens (1227-1232)
- Bartolomeo (1232-1235)
- Guglielmo (1235-1238)
- Giacomo Boncampio (1239-1244)
- Marinus de Eboli (1244-1252)
- Guglielmo di Catadego (1252-1256)
- Rainaldo Maestro (1256-1257)
- Giordano Pironti (1257-1262)
- Michele di Tolosa (1262-ca.1271)
- Giovanni Leccacorno (1272-1273)
- Lanfranco di Bergamo (1273-1276)
- Pietro Peregrossi (1276-1288)
- Jean Le Moine (1288-1294)
- Giovanni Castrocoeli (1294-1295)
- Pietro Valeriano Duraguerra (1295-1296)
- Riccardo Petroni (1296-1300)
- Pietro Valeriano Duraguerra (de novo) (1300-1301)
- Papinianus della Rovere (1301-ca.1305)
- Pierre Arnaud de Puyanne (1305-1306)
- Petrus de Podio (1306-1307)
- Arnaud Nouvel (1307-1316)[1]
- Gauscelin de Jean (1316-1319)
- Pierre Le Tessier (1319-1325)
- Pierre des Près (1325-1361)
- Pierre de Monteruc (1361-1385)[2]
- Francesco Moricotti (1385-1394)
  - Vacante (1394-1405)[3]
- Angelo Acciaioli (1405-1408)
- Jean Allarmet de Brogny (1409-1426)
  - Vacante (1426-1436)[4]
- Jean de la Rochetaillée (1436-1437)
- Francesco Condulmer (1437-1453)
  - Vacante (1453-1457)[5]
- Rodrigo Lanzol-Borja y Borja (1457-1492)
- Ascanio Maria Sforza Visconti (1492-1505)[6]
- Galeotto Franciotti della Rovere (1505-1507)
- Sisto Gara della Rovere (1507-1517)
- Giulio de' Medici (1517-1523)
- Pompeo Colonna (1524-1532)[7]
- Hipólito de Médici (1532-1535)
- Alessandro Farnese (1535-1589)
- Alessandro Peretti di Montalto (1589-1623)
- Ludovico Ludovisi (1623-1632)
- Francesco Barberini (1632-1679)
  - Vacante (1679-1689)[8]
- Pietro Ottoboni (1689-1740)
- Tommaso Ruffo (1740-1753)
- Girolamo Colonna di Sciarra (1753-1756)
- Alberico Archinto (1756-1758)
- Carlo Rezzonico (1758-1763)
- Henrique Benedito Stuart de York (1763-1807)
- Francesco Carafa della Spina di Traetto (1807-1818)
- Giulio Maria della Somaglia (1818-1830)
- Tommaso Arezzo (1830-1833)
- Carlo Odescalchi (1833-1834)
- Carlo Maria Pedicini (1834-1843)
- Tommaso Bernetti (1844-1852)
- Luigi Amat di San Filippo e Sorso (1852-1878)
- Antonio Saverio De Luca (1878-1883)
- Teodolfo Mertel (1884-1899)
- Lucido Parocchi (1899-1903)
- Antonio Agliardi (1903-1908)

## Chanceleres da Santa Igreja Romana 1908–1973
- Antonio Agliardi (1908-1915)
- Ottavio Cagiano de Azevedo(1915-1927)
- Andreas Früwirth, O.P. (1927-1933)
- Tommaso Pio Boggiani, O.P. (1933-1942)
- Celso Constantini (1954-1958)
- Santiago Luis Copello (1959-1967)
- Luigi Traglia (1968-1973)